# Maria Enrichetta d'Asburgo-Teschen
Arciduchessa Maria Henrietta, nome completo in tedesco: Maria Henrietta Caroline Gabriele, Erzherzogin von Österreich (Preßburg, 10 gennaio 1883 – Mariazell, 2 settembre 1956), era un membro del ramo di Teschen del Casato d'Asburgo-Lorena ed una Arciduchessa d'Austria e Principessa di Boemia, Ungheria, e Toscana per nascita. A seguito del suo matrimonio con il Principe Gottfried Maximilian zu Hohenlohe-Schillingsfürst, Maria Enrichetta divenne membro del casato di Hohenlohe-Waldenburg-Schillingsfürst.

## Biografia

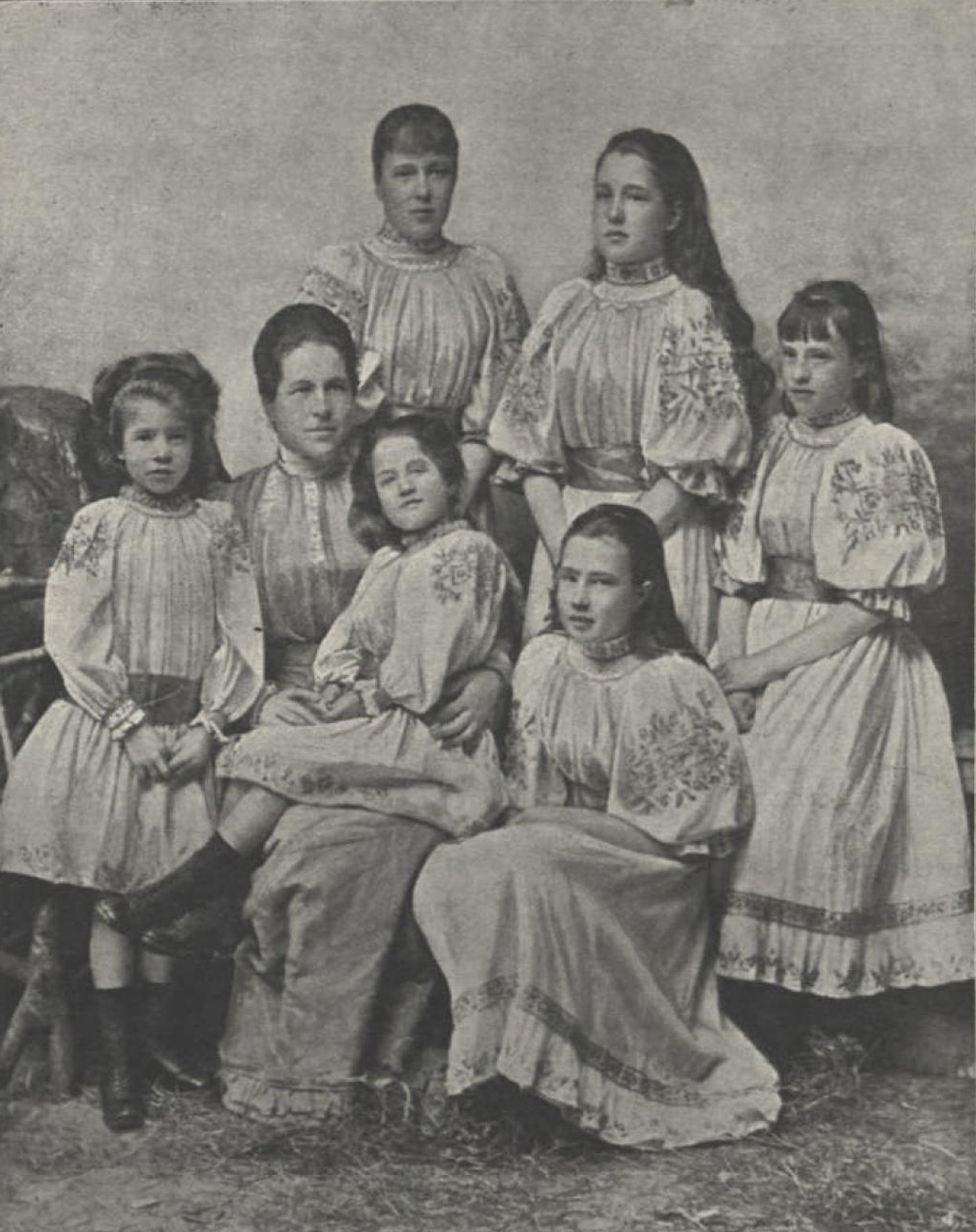
Le figlie dell'Arciduca Federico D'Asburgo-Teschen e la moglie Isabella von Croy.

Maria Enrichetta era la terzogenita dell'Arciduca Federico, Duca di Teschen e di sua moglie la Principessa Isabella di Croÿ.
Sposò il Principe Gottfried von Hohenlohe-Schillingsfürst, figlio di Konstantin, Principe zu Hohenlohe-Waldenburg-Schillingsfürst, von Ratibor und Corvey e della Principessa Marie Antoinette zu Sayn-Wittgenstein-Berleburg, il 3 giugno 1908 a Baden, Vienna, Austria.
Morì il 2 settembre 1956 all'età di 73 anni a Mariazell, Austria.

## Matrimonio e figli
Maria Enrichetta ebbe tre figli :
- Principessa Elisabeth zu Hohenlohe-Waldenburg-Schillingsfürst (27 settembre 1909 – 30 marzo 1987);
- Principessa Natalie zu Hohenlohe-Waldenburg-Schillingsfürst (28 luglio 1911 – 11 marzo 1989);
- Principe Friedrich zu Hohenlohe-Waldenburg-Schillingsfürst (18 febbraio 1913 – dicembre 1945).

## Ascendenza
|                                       |                 |                                             | Genitori                                      |  |  | Nonni |  |  | Bisnonni                |  |  | Trisnonni                    |  |
|                                       |                 |                                             |                                               |  |  |       |  |  | Carlo d'Asburgo-Teschen |  |  | Leopoldo II d'Asburgo-Lorena |  |
|                                       |                 |                                             |                                               |  |  |       |  |  | Carlo d'Asburgo-Teschen |  |  | Leopoldo II d'Asburgo-Lorena |  |
|                                       |                 | Maria Luisa di Borbone-Spagna               |                                               |  |  |       |  |  | Carlo d'Asburgo-Teschen |  |  |                              |  |
| Carlo Ferdinando d'Asburgo-Teschen    |                 |                                             |                                               |  |  |       |  |  | Carlo d'Asburgo-Teschen |  |  |                              |  |
|                                       |                 | Enrichetta di Nassau-Weilburg               | Federico Guglielmo di Nassau-Weilburg         |  |  |       |  |  |                         |  |  |                              |  |
|                                       |                 | Enrichetta di Nassau-Weilburg               | Federico Guglielmo di Nassau-Weilburg         |  |  |       |  |  |                         |  |  |                              |  |
|                                       |                 | Enrichetta di Nassau-Weilburg               | Luisa Isabella di Kirchberg                   |  |  |       |  |  |                         |  |  |                              |  |
| Federico d'Asburgo-Teschen            |                 | Enrichetta di Nassau-Weilburg               |                                               |  |  |       |  |  |                         |  |  |                              |  |
|                                       |                 | Giuseppe Antonio Giovanni d'Asburgo-Lorena  | Leopoldo II d'Asburgo-Lorena                  |  |  |       |  |  |                         |  |  |                              |  |
|                                       |                 | Giuseppe Antonio Giovanni d'Asburgo-Lorena  | Leopoldo II d'Asburgo-Lorena                  |  |  |       |  |  |                         |  |  |                              |  |
|                                       |                 | Giuseppe Antonio Giovanni d'Asburgo-Lorena  | Maria Luisa di Borbone-Spagna                 |  |  |       |  |  |                         |  |  |                              |  |
| Elisabetta Francesca d'Asburgo-Lorena |                 | Giuseppe Antonio Giovanni d'Asburgo-Lorena  |                                               |  |  |       |  |  |                         |  |  |                              |  |
|                                       |                 | Maria Dorotea di Württemberg                | Ludovico Federico Alessandro di Württemberg   |  |  |       |  |  |                         |  |  |                              |  |
|                                       |                 | Maria Dorotea di Württemberg                | Ludovico Federico Alessandro di Württemberg   |  |  |       |  |  |                         |  |  |                              |  |
|                                       |                 | Maria Dorotea di Württemberg                | Enrichetta di Nassau-Weilburg                 |  |  |       |  |  |                         |  |  |                              |  |
| Maria Enrichetta d'Asburgo-Teschen    |                 | Maria Dorotea di Württemberg                |                                               |  |  |       |  |  |                         |  |  |                              |  |
|                                       | Alfredo di Croÿ | Augusto di Croÿ                             |                                               |  |  |       |  |  |                         |  |  |                              |  |
|                                       | Alfredo di Croÿ | Augusto di Croÿ                             |                                               |  |  |       |  |  |                         |  |  |                              |  |
|                                       | Alfredo di Croÿ | Anne-Victurnienne de Rochechouart-Mortemart |                                               |  |  |       |  |  |                         |  |  |                              |  |
| Rodolfo di Croÿ                       | Alfredo di Croÿ |                                             |                                               |  |  |       |  |  |                         |  |  |                              |  |
|                                       |                 | Eleonora di Salm-Salm                       | Costantino di Salm-Salm                       |  |  |       |  |  |                         |  |  |                              |  |
|                                       |                 | Eleonora di Salm-Salm                       | Costantino di Salm-Salm                       |  |  |       |  |  |                         |  |  |                              |  |
|                                       |                 | Eleonora di Salm-Salm                       | Maria Valpurga di Sternberg-Manderscheid      |  |  |       |  |  |                         |  |  |                              |  |
| Isabella von Croy                     |                 | Eleonora di Salm-Salm                       |                                               |  |  |       |  |  |                         |  |  |                              |  |
|                                       |                 | Eugène de Ligne d'Amblise et d'Epinoy       | Louis Eugène de Ligne                         |  |  |       |  |  |                         |  |  |                              |  |
|                                       |                 | Eugène de Ligne d'Amblise et d'Epinoy       | Louis Eugène de Ligne                         |  |  |       |  |  |                         |  |  |                              |  |
|                                       |                 | Eugène de Ligne d'Amblise et d'Epinoy       | Josefa Luisa van der Noote, contessa di Duras |  |  |       |  |  |                         |  |  |                              |  |
| Natalie de Ligne                      |                 | Eugène de Ligne d'Amblise et d'Epinoy       |                                               |  |  |       |  |  |                         |  |  |                              |  |
|                                       |                 | Nathalie de Trazegnies                      | Georges Philippe de Trazegnies                |  |  |       |  |  |                         |  |  |                              |  |
|                                       |                 | Nathalie de Trazegnies                      | Georges Philippe de Trazegnies                |  |  |       |  |  |                         |  |  |                              |  |
|                                       |                 | Nathalie de Trazegnies                      | Marie Louise de Maldeghem                     |  |  |       |  |  |                         |  |  |                              |  |
|                                       |                 | Nathalie de Trazegnies                      |                                               |  |  |       |  |  |                         |  |  |                              |  |